# UEFA Europa League 2020–21
UEFA Europa League 2020–21 là mùa giải thứ 50 của giải đấu bóng đá cấp câu lạc bộ hạng nhì châu Âu được tổ chức bởi UEFA, và là mùa giải thứ 12 kể từ khi giải được đổi tên từ Cúp UEFA thành UEFA Europa League.
Villarreal đánh bại Manchester United trong trận chung kết, được diễn ra tại Sân vận động Miejski ở Gdańsk, Ba Lan, 11–10 trên chấm luân lưu sau khi hòa 1–1 ở hiệp phụ, để có lần đầu tiên vô địch giải đấu trong lịch sử câu lạc bộ. Sân vận động này ban đầu được chỉ định để tổ chức trận chung kết UEFA Europa League 2020, nhưng đã bị dời lại do đại dịch COVID-19 ở châu Âu vào năm 2020. Nhà vô địch của UEFA Europa League 2020–21 tự động lọt vào vòng bảng UEFA Champions League 2021-22, và cũng giành quyền thi đấu với nhà vô địch của UEFA Champions League 2020-21 trong trận Siêu cúp châu Âu 2021.
Với tư cách là đội đương kim vô địch của Europa League, Sevilla lọt vào UEFA Champions League 2020-21, mặc dù họ đã giành quyền tham dự trước trận chung kết thông qua thành tích ở giải vô địch quốc gia. Họ không thể bảo vệ danh hiệu vì họ đi tiếp vào vòng đấu loại trực tiếp Champions League.

## Phân bố đội của các hiệp hội
Tổng cộng có 213 đội từ tất cả 55 hiệp hội thành viên UEFA tham dự UEFA Europa League 2020–21. Thứ hạng hiệp hội dựa trên hệ số quốc gia UEFA được sử dụng để xác định số đội tham dự cho mỗi hiệp hội:
- Các hiệp hội 1–50 (trừ Liechtenstein) có 3 đội lọt vào.
- Các hiệp hội 51–55 có 2 đội lọt vào (kể từ mùa giải này, hiệp hội hạng 51 mất một suất và hiệp hội hạng 55 có thêm một suất).[5]
- Liechtenstein có 1 đội lọt vào (Liechtenstein chỉ tổ chức cúp quốc gia và không có giải vô địch quốc gia).
- Hơn nữa, 55 đội bị loại từ UEFA Champions League 2020-21 được chuyển qua Europa League (số đội mặc định là 57, nhưng có 2 đội thi đấu ở UEFA Champions League 2020-21).

### Thứ hạng hiệp hội
Đối với UEFA Europa League 2020–21, các hiệp hội được phân bố vị trí dựa theo hệ số quốc gia UEFA năm 2019 của họ, tính đến thành tích của họ ở các giải đấu châu Âu từ mùa giải 2014-15 đến 2018-19.
Ngoài việc phân bố dựa trên hệ số quốc gia, các hiệp hội có thể có thêm đội tham dự Champions League, như được ghi chú dưới đây:
- (UCL) – Các đội bổ sung được chuyển qua từ UEFA Champions League

| Hạng | Hiệp hội     | Hệ số   | Số đội | Ghi chú  |
| ---- | ------------ | ------- | ------ | -------- |
| 1    | Tây Ban Nha  | 103.569 | 3      |          |
| 2    | Anh          | 85.462  | 3      |          |
| 3    | Ý            | 74.725  | 3      |          |
| 4    | Đức          | 71.927  | 3      |          |
| 5    | Pháp         | 58.498  | 3      |          |
| 6    | Nga          | 50.549  | 3      |          |
| 7    | Bồ Đào Nha   | 48.232  | 3      | +1 (UCL) |
| 8    | Bỉ           | 39.900  | 3      | +1 (UCL) |
| 9    | Ukraina      | 38.900  | 3      |          |
| 10   | Thổ Nhĩ Kỳ   | 34.600  | 3      | +1 (UCL) |
| 11   | Hà Lan       | 32.433  | 3      | +1 (UCL) |
| 12   | Áo           | 31.250  | 3      | +1 (UCL) |
| 13   | Cộng hòa Séc | 28.675  | 3      | +2 (UCL) |
| 14   | Hy Lạp       | 27.600  | 3      | +1 (UCL) |
| 15   | Croatia      | 27.375  | 3      | +2 (UCL) |
| 16   | Đan Mạch     | 27.025  | 3      |          |
| 17   | Thụy Sĩ      | 26.900  | 3      | +1 (UCL) |
| 18   | Síp          | 24.925  | 3      | +1 (UCL) |
| 19   | Serbia       | 22.250  | 3      | +1 (UCL) |

| Hạng | Hiệp hội         | Hệ số  | Số đội | Ghi chú  |
| ---- | ---------------- | ------ | ------ | -------- |
| 20   | Scotland         | 22.125 | 3      | +1 (UCL) |
| 21   | Belarus          | 21.875 | 3      | +1 (UCL) |
| 22   | Thụy Điển        | 20.900 | 3      | +1 (UCL) |
| 23   | Na Uy            | 20.200 | 3      | +1 (UCL) |
| 24   | Kazakhstan       | 19.250 | 3      | +1 (UCL) |
| 25   | Ba Lan           | 19.250 | 3      | +1 (UCL) |
| 26   | Azerbaijan       | 19.000 | 3      | +1 (UCL) |
| 27   | Israel           | 18.625 | 3      | +1 (UCL) |
| 28   | Bulgaria         | 17.500 | 3      | +1 (UCL) |
| 29   | Romania          | 15.950 | 3      | +1 (UCL) |
| 30   | Slovakia         | 15.625 | 3      | +1 (UCL) |
| 31   | Slovenia         | 15.000 | 3      | +1 (UCL) |
| 32   | Liechtenstein    | 13.500 | 1      |          |
| 33   | Hungary          | 10.500 | 3      |          |
| 34   | Bắc Macedonia    | 8.000  | 3      | +1 (UCL) |
| 35   | Moldova          | 7.750  | 3      | +1 (UCL) |
| 36   | Albania          | 7.500  | 3      | +1 (UCL) |
| 37   | Cộng hòa Ireland | 7.450  | 3      | +1 (UCL) |

| Hạng | Hiệp hội              | Hệ số | Số đội | Ghi chú  |
| ---- | --------------------- | ----- | ------ | -------- |
| 38   | Phần Lan              | 7.275 | 3      | +1 (UCL) |
| 39   | Iceland               | 7.250 | 3      | +1 (UCL) |
| 40   | Bosnia và Herzegovina | 7.125 | 3      | +1 (UCL) |
| 41   | Litva                 | 6.750 | 3      | +1 (UCL) |
| 42   | Latvia                | 5.625 | 3      | +1 (UCL) |
| 43   | Luxembourg            | 5.500 | 3      | +1 (UCL) |
| 44   | Armenia               | 5.250 | 3      | +1 (UCL) |
| 45   | Malta                 | 5.125 | 3      | +1 (UCL) |
| 46   | Estonia               | 5.000 | 3      | +1 (UCL) |
| 47   | Gruzia                | 4.750 | 3      | +1 (UCL) |
| 48   | Wales                 | 4.125 | 3      | +1 (UCL) |
| 49   | Montenegro            | 4.125 | 3      | +1 (UCL) |
| 50   | Quần đảo Faroe        | 4.000 | 3      | +1 (UCL) |
| 51   | Gibraltar             | 4.000 | 2      | +1 (UCL) |
| 52   | Bắc Ireland           | 3.875 | 2      | +1 (UCL) |
| 53   | Kosovo                | 2.500 | 2      | +1 (UCL) |
| 54   | Andorra               | 1.831 | 2      | +1 (UCL) |
| 55   | San Marino            | 0.666 | 2      | +1 (UCL) |

### Phân phối
Sau đây là danh sách tham dự cho mùa giải này.
|                                  |                                  | Các đội tham dự vào vòng đấu này | Các đội đi tiếp từ vòng đấu trước                                                                  | Các đội chuyển qua từ Champions League |
| -------------------------------- | -------------------------------- | --- | -------------------------------------------------------------------------------------------------- | --- |
| Vòng sơ loại (16 đội)            | Vòng sơ loại (16 đội)            | - 6 đội vô địch cúp quốc gia từ các hiệp hội 50–55 - 7 đội á quân giải vô địch quốc gia từ các hiệp hội 49–55 - 3 đội đứng thứ ba giải vô địch quốc gia từ các hiệp hội 48–50 | | |
| Vòng loại thứ nhất (94 đội)      | Vòng loại thứ nhất (94 đội)      | - 25 đội vô địch cúp quốc gia từ các hiệp hội 25–49 - 30 đội á quân giải vô địch quốc gia từ các hiệp hội 18–48 (trừ Liechtenstein) - 31 đội đứng thứ ba giải vô địch quốc gia từ các hiệp hội 16–47 (trừ Liechtenstein) | - 8 đội thắng từ vòng sơ loại                                                                      | |
| Vòng loại thứ hai                | Nhóm các đội vô địch (20 đội)    | | | - 17 đội bị loại từ vòng loại thứ nhất Champions League - 3 đội bị loại từ vòng sơ loại Champions League |
| Vòng loại thứ hai                | Nhóm chính (72 đội)              | - 5 đội vô địch cúp quốc gia từ các hiệp hội 20–24 - 2 đội á quân giải vô địch quốc gia từ các hiệp hội 16–17 - 3 đội đứng thứ ba giải vô địch quốc gia từ các hiệp hội 13–15 - 9 đội đứng thứ tư giải vô địch quốc gia từ các hiệp hội 7–15 - 2 đội đứng thứ năm giải vô địch quốc gia từ các hiệp hội 5–6 (đội vô địch Cúp Liên đoàn đối với Pháp) - 4 đội đứng thứ sáu giải vô địch quốc gia từ các hiệp hội 1–4 (đội vô địch Cúp Liên đoàn đối với Anh) | - 47 đội thắng từ vòng loại thứ nhất                                                               | |
| Vòng loại thứ ba                 | Nhóm các đội vô địch (18 đội)    | | - 10 đội thắng từ vòng loại thứ hai (Nhóm các đội vô địch)                                         | - 8 trong số 10 đội bị loại từ vòng loại thứ hai Champions League (Nhóm các đội vô địch) |
| Vòng loại thứ ba                 | Nhóm chính (52 đội)              | - 6 đội vô địch cúp quốc gia từ các hiệp hội 14–19 - 6 đội đứng thứ ba giải vô địch quốc gia từ các hiệp hội 7–12 - 1 đội đứng thứ tư giải vô địch quốc gia từ hiệp hội 6 | - 36 đội thắng từ vòng loại thứ hai (Nhóm chính)                                                   | - 3 đội bị loại từ vòng loại thứ hai Champions League (Nhóm các đội không vô địch) |
| Vòng play-off                    | Nhóm các đội vô địch (16 đội)    | | - 9 đội thắng từ vòng loại thứ ba (Nhóm các đội vô địch)                                           | - 5 đội bị loại từ vòng loại thứ ba Champions League (Nhóm các đội vô địch) - 2 trong số 10 đội bị loại từ vòng loại thứ hai Champions League (Nhóm các đội vô địch)                                                                      |
| Vòng play-off                    | Nhóm chính (26 đội)              | | - 26 đội thắng từ vòng loại thứ ba (Nhóm chính)                                                    | |
| Vòng bảng (48 đội)               | Vòng bảng (48 đội)               | - 13 đội vô địch cúp quốc gia từ các hiệp hội 1–13 - 1 đội đứng thứ tư giải vô địch quốc gia từ hiệp hội 5 - 4 đội đứng thứ năm giải vô địch quốc gia từ các hiệp hội 1–4 | - 8 đội thắng từ vòng play-off (Nhóm các đội vô địch) - 13 đội thắng từ vòng play-off (Nhóm chính) | - 4 đội bị loại từ vòng play-off Champions League (Nhóm các đội vô địch) - 2 đội bị loại từ vòng play-off Champions League (Nhóm các đội không vô địch) - 3 đội bị loại từ vòng loại thứ ba Champions League (Nhóm các đội không vô địch) |
| Vòng đấu loại trực tiếp (32 đội) | Vòng đấu loại trực tiếp (32 đội) | | - 12 đội đứng thứ nhất từ vòng bảng - 12 đội đứng thứ hai từ vòng bảng                             | - 8 đội đứng thứ ba từ vòng bảng Champions League |

## Lịch thi đấu
Lịch thi đấu của giải đấu như sau (tất cả các lễ bốc thăm đều được tổ chức tại trụ sở UEFA ở Nyon, Thụy Sĩ, trừ khi có thông báo khác). Giải đấu ban đầu phải bắt đầu vào tháng 6 năm 2020, nhưng đã bị trì hoãn sang tháng 8 do đại dịch COVID-19 ở châu Âu. Lịch thi đấu mới được công bố bởi Ủy ban điều hành UEFA vào ngày 17 tháng 6 năm 2020.
Tất cả các trận đấu vòng loại, bao gồm cả vòng play-off, được diễn ra theo thể thức đấu một trận duy nhất, được tổ chức bởi một trong những đội được quyết định bằng việc bốc thăm, và được diễn ra đằng sau những cánh cửa đóng. Các trận đấu cũng có thể được diễn ra vào Thứ Ba hoặc Thứ Tư thay vì Thứ Năm như bình thường do mâu thuẫn lịch thi đấu. Video hỗ trợ trọng tài sẽ không được đưa vào cho giai đoạn vòng bảng như dự kiến, nhưng vẫn được sử dụng ở vòng đấu loại trực tiếp.
| Giai đoạn               | Vòng               | Ngày bốc thăm        | Lượt đi                                              | Lượt về                                              |
| ----------------------- | ------------------ | -------------------- | ---------------------------------------------------- | ---------------------------------------------------- |
| Vòng loại               | Vòng sơ loại       | 9 tháng 8 năm 2020   | 20 tháng 8 năm 2020                                  | 20 tháng 8 năm 2020                                  |
| Vòng loại               | Vòng loại thứ nhất | 10 tháng 8 năm 2020  | 27 tháng 8 năm 2020                                  | 27 tháng 8 năm 2020                                  |
| Vòng loại               | Vòng loại thứ hai  | 31 tháng 8 năm 2020  | 17 tháng 9 năm 2020                                  | 17 tháng 9 năm 2020                                  |
| Vòng loại               | Vòng loại thứ ba   | 1 tháng 9 năm 2020   | 24 tháng 9 năm 2020                                  | 24 tháng 9 năm 2020                                  |
| Play-off                | Vòng play-off      | 18 tháng 9 năm 2020  | 1 tháng 10 năm 2020                                  | 1 tháng 10 năm 2020                                  |
| Vòng bảng               | Lượt trận thứ nhất | 2 tháng 10 năm 2020  | 22 tháng 10 năm 2020                                 | 22 tháng 10 năm 2020                                 |
| Vòng bảng               | Lượt trận thứ hai  | 2 tháng 10 năm 2020  | 29 tháng 10 năm 2020                                 | 29 tháng 10 năm 2020                                 |
| Vòng bảng               | Lượt trận thứ ba   | 2 tháng 10 năm 2020  | 5 tháng 11 năm 2020                                  | 5 tháng 11 năm 2020                                  |
| Vòng bảng               | Lượt trận thứ tư   | 2 tháng 10 năm 2020  | 26 tháng 11 năm 2020                                 | 26 tháng 11 năm 2020                                 |
| Vòng bảng               | Lượt trận thứ năm  | 2 tháng 10 năm 2020  | 3 tháng 12 năm 2020                                  | 3 tháng 12 năm 2020                                  |
| Vòng bảng               | Lượt trận thứ sáu  | 2 tháng 10 năm 2020  | 10 tháng 12 năm 2020                                 | 10 tháng 12 năm 2020                                 |
| Vòng đấu loại trực tiếp | Vòng 32 đội        | 14 tháng 12 năm 2020 | 18 tháng 2 năm 2021                                  | 25 tháng 2 năm 2021                                  |
| Vòng đấu loại trực tiếp | Vòng 16 đội        | 26 tháng 2 năm 2021  | 11 tháng 3 năm 2021                                  | 18 tháng 3 năm 2021                                  |
| Vòng đấu loại trực tiếp | Tứ kết             | 19 tháng 3 năm 2021  | 8 tháng 4 năm 2021                                   | 15 tháng 4 năm 2021                                  |
| Vòng đấu loại trực tiếp | Bán kết            | 19 tháng 3 năm 2021  | 29 tháng 4 năm 2021                                  | 6 tháng 5 năm 2021                                   |
| Vòng đấu loại trực tiếp | Chung kết          | 19 tháng 3 năm 2021  | 26 tháng 5 năm 2021 tại Sân vận động Miejski, Gdańsk | 26 tháng 5 năm 2021 tại Sân vận động Miejski, Gdańsk |

Lịch thi đấu ban đầu của giải đấu, được lên kế hoạch trước đại dịch, như sau (tất cả các lễ bốc thăm đều được tổ chức tại trụ sở UEFA ở Nyon, Thụy Sĩ, trừ khi có thông báo khác).
| Giai đoạn               | Vòng               | Ngày bốc thăm                | Lượt đi                                                             | Lượt về                                                             |
| ----------------------- | ------------------ | ---------------------------- | ------------------------------------------------------------------- | ------------------------------------------------------------------- |
| Vòng loại               | Vòng sơ loại       | 9 tháng 6 năm 2020           | 25 tháng 6 năm 2020                                                 | 2 tháng 7 năm 2020                                                  |
| Vòng loại               | Vòng loại thứ nhất | 16 tháng 6 năm 2020          | 9 tháng 7 năm 2020                                                  | 16 tháng 7 năm 2020                                                 |
| Vòng loại               | Vòng loại thứ hai  | 17 tháng 6 năm 2020          | 23 tháng 7 năm 2020                                                 | 30 tháng 7 năm 2020                                                 |
| Vòng loại               | Vòng loại thứ ba   | 20 tháng 7 năm 2020          | 6 tháng 8 năm 2020                                                  | 13 tháng 8 năm 2020                                                 |
| Play-off                | Vòng play-off      | 3 tháng 8 năm 2020           | 20 tháng 8 năm 2020                                                 | 27 tháng 8 năm 2020                                                 |
| Vòng bảng               | Lượt trận thứ nhất | 28 tháng 8 năm 2020 (Monaco) | 17 tháng 9 năm 2020                                                 | 17 tháng 9 năm 2020                                                 |
| Vòng bảng               | Lượt trận thứ hai  | 28 tháng 8 năm 2020 (Monaco) | 1 tháng 10 năm 2020                                                 | 1 tháng 10 năm 2020                                                 |
| Vòng bảng               | Lượt trận thứ ba   | 28 tháng 8 năm 2020 (Monaco) | 22 tháng 10 năm 2020                                                | 22 tháng 10 năm 2020                                                |
| Vòng bảng               | Lượt trận thứ tư   | 28 tháng 8 năm 2020 (Monaco) | 5 tháng 11 năm 2020                                                 | 5 tháng 11 năm 2020                                                 |
| Vòng bảng               | Lượt trận thứ năm  | 28 tháng 8 năm 2020 (Monaco) | 26 tháng 11 năm 2020                                                | 26 tháng 11 năm 2020                                                |
| Vòng bảng               | Lượt trận thứ sáu  | 28 tháng 8 năm 2020 (Monaco) | 10 tháng 12 năm 2020                                                | 10 tháng 12 năm 2020                                                |
| Vòng đấu loại trực tiếp | Vòng 32 đội        | 14 tháng 12 năm 2020         | 18 tháng 2 năm 2021                                                 | 25 tháng 2 năm 2021                                                 |
| Vòng đấu loại trực tiếp | Vòng 16 đội        | 26 tháng 2 năm 2021          | 11 tháng 3 năm 2021                                                 | 18 tháng 3 năm 2021                                                 |
| Vòng đấu loại trực tiếp | Tứ kết             | 19 tháng 3 năm 2021          | 8 tháng 4 năm 2021                                                  | 15 tháng 4 năm 2021                                                 |
| Vòng đấu loại trực tiếp | Bán kết            | 19 tháng 3 năm 2021          | 29 tháng 4 năm 2021                                                 | 6 tháng 5 năm 2021                                                  |
| Vòng đấu loại trực tiếp | Chung kết          | 19 tháng 3 năm 2021          | 26 tháng 5 năm 2021 tại Sân vận động Ramón Sánchez Pizjuán, Seville | 26 tháng 5 năm 2021 tại Sân vận động Ramón Sánchez Pizjuán, Seville |

## Tác động của đại dịch COVID-19
Do đại dịch COVID-19 ở châu Âu, các quy tắc đặc biệt sau đây được áp dụng cho giai đoạn vòng loại và vòng play-off:
- Trước mỗi lễ bốc thăm, UEFA sẽ công bố danh sách các hạn chế đi lại liên quan đến đại dịch COVID-19 đã biết. Tất cả các đội phải thông báo cho UEFA nếu có những hạn chế hiện tại khác với những hạn chế đã được công bố. Nếu một đội không làm như vậy dẫn đến trận đấu không thể diễn ra, đội đó bị coi là chịu trách nhiệm và đã bỏ cuộc trận đấu.
- Nếu các hạn chế đi lại được áp đặt bởi quốc gia của đội chủ nhà ngăn cản đội khách vào sân, đội chủ nhà phải đề xuất một địa điểm thay thế nhằm cho phép trận đấu diễn ra mà không có bất kỳ hạn chế nào. Nếu không, họ bị coi là đã bỏ cuộc trận đấu.
- Nếu các hạn chế đi lại được áp đặt bởi quốc gia của đội khách ngăn cản đội khách rời đi hoặc quay lại, đội chủ nhà phải đề xuất một địa điểm thay thế nhằm cho phép trận đấu diễn ra mà không có bất kỳ hạn chế nào. Nếu không UEFA sẽ quyết định địa điểm.
- Nếu sau lễ bốc thăm, những hạn chế mới được áp đặt bởi quốc gia của đội chủ nhà hoặc đội khách ngăn cản trận đấu diễn ra, thì đội của quốc gia đó bị coi là đã bỏ cuộc trận đấu.
- Nếu một trong hai đội từ chối chơi trận đấu, họ bị coi là đã bỏ cuộc trận đấu. Nếu cả hai đội từ chối chơi hoặc chịu trách nhiệm về việc trận đấu không thể diễn ra, cả hai đội bị loại.
- Nếu một đội có cầu thủ và/hoặc quan chức được xét nghiệm dương tính với SARS-CoV-2 ngăn cản họ thi đấu trước thời hạn do UEFA quy định, họ bị coi là đã bỏ cuộc trận đấu.
- Trong mọi trường hợp, hai đội có thể đồng ý chơi trận đấu tại quốc gia của đội khách hoặc tại quốc gia trung lập, tùy thuộc vào sự chấp thuận của UEFA. UEFA có quyền quyết định cuối cùng về địa điểm cho bất kỳ trận đấu nào hoặc lên lịch lại bất kỳ trận đấu nào nếu cần thiết.
- Nếu vì bất kỳ lý do gì mà giai đoạn vòng loại và vòng play-off không thể hoàn thành trước thời hạn do UEFA quy định, UEFA sẽ quyết định các nguyên tắc để xác định các đội lọt vào vòng bảng.

Bốn quốc gia (Ba Lan, Hungary, Hy Lạp và Síp) đã cung cấp các trung tâm địa điểm trung lập nhằm cho phép các trận đấu được diễn ra tại sân vận động của họ mà không có hạn chế.

## Vòng sơ loại
Lễ bốc thăm cho vòng sơ loại được tổ chức vào ngày 9 tháng 8 năm 2020, lúc 13:00 CEST.
Các trận đấu được diễn ra vào ngày 18, 20 và 21 tháng 8 năm 2020. Trận đấu giữa Lincoln Red Imps và Prishtina bị hủy bỏ do các cầu thủ Prishtina bị đưa đi cách ly sau khi 8 cầu thủ xét nghiệm dương tính với SARS-CoV-2, và Lincoln Red Imps được xử thắng 3–0 theo luật.
| Đội 1            | Tỉ số                | Đội 2             |
| ---------------- | -------------------- | ----------------- |
| Tre Penne        | 1–3                  | Gjilani           |
| Lincoln Red Imps | 3–0 (awd.)           | Prishtina         |
| FC Santa Coloma  | 0–0 (s.h.p.) (3–4 p) | Iskra Danilovgrad |
| Engordany        | 1–3                  | Zeta              |
| Glentoran        | 1–0                  | HB Tórshavn       |
| St Joseph's      | 1–2                  | B36 Tórshavn      |
| Coleraine        | 1–0                  | La Fiorita        |
| NSÍ Runavík      | 5–1                  | Barry Town United |

1. ↑  Trận đấu vòng sơ loại giữa Lincoln Red Imps và Prishtina, ban đầu dự kiến được diễn ra vào ngày 18 tháng 8 năm 2020, bị hoãn đến ngày 22 tháng 8 năm 2020 do một vài thành viên từ phái đoàn của Prishtina xét nghiệm dương tính với SARS-CoV-2 và toàn đội bị đưa đi cách ly bởi chính quyền Gibraltar.[15] Vào ngày 22 tháng 8, trận đấu không thể được diễn ra do 8 cầu thủ Prishtina xét nghiệm dương tính với SARS-CoV-2 và toàn đội hai bị đưa đi cách ly bởi chính quyền Gibraltar.[16][17] Lincoln Red Imps sau đó được xử thắng 3–0 theo luật bởi UEFA theo các quy định liên quan đến COVID-19.[18][19]

## Vòng loại

### Vòng loại thứ nhất
Lễ bốc thăm cho vòng loại thứ nhất được tổ chức vào ngày 10 tháng 8 năm 2020, lúc 13:00 CEST.
Các trận đấu được diễn ra vào ngày 25, 26 và 27 tháng 8 năm 2020. Tuy nhiên, hai trận đấu bị hoãn đến ngày 9 và 10 tháng 9 năm 2020.
| Đội 1               | Tỉ số                  | Đội 2                 |
| ------------------- | ---------------------- | --------------------- |
| Maribor             | 1–1 (s.h.p.) (4–5 p)   | Coleraine             |
| Olimpija            | 2–1 (s.h.p.)           | Víkingur Reykjavík    |
| B36 Tórshavn        | 4–3 (s.h.p.)           | FCI Levadia           |
| Riteriai            | 3–2 (s.h.p.)           | Derry City            |
| Žalgiris            | 2–0                    | Paide Linnameeskond   |
| Honvéd              | 2–1 (s.h.p.)           | Inter Turku           |
| Zrinjski Mostar     | 3–0                    | Differdange 03        |
| Valletta            | 0–1                    | Bala Town             |
| Lincoln Red Imps    | 2–0                    | Union Titus Pétange   |
| Rosenborg           | 4–2                    | Breiðablik            |
| Aberdeen            | 6–0                    | NSÍ Runavík           |
| Motherwell          | 5–1                    | Glentoran             |
| Hammarby IF         | 3–0                    | Puskás Akadémia       |
| Malmö FF            | 2–0                    | Cracovia              |
| Kukësi              | 2–1                    | Slavia Sofia          |
| Ventspils           | 2–1                    | Dinamo-Auto           |
| Shakhtyor Soligorsk | 0–0 (s.h.p.) (1–4 p)   | Sfântul Gheorghe      |
| Dinamo Minsk        | 0–2                    | Piast Gliwice         |
| AGF                 | 5–2                    | Honka                 |
| Shamrock Rovers     | 2–2 (s.h.p.) (12–11 p) | Ilves                 |
| FH                  | 0–2                    | DAC Dunajská Streda   |
| The New Saints      | 3–1 (s.h.p.)           | Žilina                |
| Vaduz               | 0–2                    | Hibernians            |
| Servette            | 3–0                    | Ružomberok            |
| Neftçi              | 2–1                    | Shkupi                |
| Keşla               | 0–0 (s.h.p.) (4–5 p)   | Laçi                  |
| Hapoel Be'er Sheva  | 3–0                    | Dinamo Batumi         |
| Nõmme Kalju         | 0–4                    | Mura                  |
| Bodø/Glimt          | 6–1                    | Kauno Žalgiris        |
| Fehérvár            | 1–1 (s.h.p.) (4–2 p)   | Bohemians             |
| Apollon Limassol    | 5–1                    | Saburtalo Tbilisi     |
| Maccabi Haifa       | 3–1                    | Željezničar           |
| Alashkert           | 0–1                    | Renova                |
| Partizan            | 1–0                    | RFS                   |
| Lech Poznań         | 3–0                    | Valmiera              |
| Ordabasy            | 1–2                    | Botoșani              |
| FCSB                | 3–0                    | Shirak                |
| Progrès Niederkorn  | 3–0                    | Zeta                  |
| CSKA Sofia          | 2–1                    | Sirens                |
| Petrocub Hîncești   | 0–2                    | TSC Bačka Topola      |
| Sumgayit            | 0–2                    | Shkëndija             |
| Kairat              | 4–1                    | Noah                  |
| Locomotive Tbilisi  | 2–1                    | Universitatea Craiova |
| Teuta               | 2–0                    | Beitar Jerusalem      |
| Borac Banja Luka    | 1–0                    | Sutjeska Nikšić       |
| Iskra Danilovgrad   | 0–1                    | Lokomotiv Plovdiv     |
| Gjilani             | 0–2 (s.h.p.)           | APOEL                 |

### Vòng loại thứ hai
Lễ bốc thăm cho vòng loại thứ hai được tổ chức vào ngày 31 tháng 8 năm 2020, lúc 13:00 CEST.
Các trận đấu được diễn ra vào ngày 16, 17 và 18 tháng 9 năm 2020.
| Đội 1                 | Tỉ số                | Đội 2               |
| --------------------- | -------------------- | ------------------- |
| Inter Club d'Escaldes | 0–1                  | Dundalk             |
| KuPS                  | 1–1 (s.h.p.) (4–3 p) | Slovan Bratislava   |
| Linfield              | 0–1                  | Floriana            |
| Riga                  | 1–0                  | Tre Fiori           |
| Djurgårdens IF        | 2–1                  | Europa              |
| Flora                 | 2–1                  | KR                  |
| Sileks                | 0–2                  | Drita               |
| Astana                | 0–1                  | Budućnost Podgorica |
| Ararat-Armenia        | 4–3 (s.h.p.)         | Fola Esch           |
| Connah's Quay Nomads  | 0–1                  | Dinamo Tbilisi      |

| Đội 1               | Tỉ số                | Đội 2              |
| ------------------- | -------------------- | ------------------ |
| Hammarby IF         | 0–3                  | Lech Poznań        |
| Kaisar              | 1–4                  | APOEL              |
| Mura                | 3–0                  | AGF                |
| Maccabi Haifa       | 2–1                  | Kairat             |
| Locomotive Tbilisi  | 2–1                  | Dynamo Moscow      |
| Neftçi              | 1–3                  | Galatasaray        |
| B36 Tórshavn        | 2–2 (s.h.p.) (5–4 p) | The New Saints     |
| Coleraine           | 2–2 (s.h.p.) (0–3 p) | Motherwell         |
| IFK Göteborg        | 1–2                  | Copenhagen         |
| TSC Bačka Topola    | 6–6 (s.h.p.) (4–5 p) | FCSB               |
| Teuta               | 0–4                  | Granada            |
| OFI                 | 0–1                  | Apollon Limassol   |
| Progrès Niederkorn  | 0–5                  | Willem II          |
| Viking              | 0–2                  | Aberdeen           |
| Standard Liège      | 2–0                  | Bala Town          |
| Sfântul Gheorghe    | 0–1 (s.h.p.)         | Partizan           |
| CSKA Sofia          | 2–0                  | BATE Borisov       |
| Botoșani            | 0–1                  | Shkëndija          |
| Lokomotiv Plovdiv   | 1–2                  | Tottenham Hotspur  |
| Laçi                | 1–2                  | Hapoel Be'er Sheva |
| Aris                | 1–2                  | Kolos Kovalivka    |
| Honvéd              | 0–2                  | Malmö FF           |
| Ventspils           | 1–5                  | Rosenborg          |
| Riteriai            | 1–5                  | Slovan Liberec     |
| Lincoln Red Imps    | 0–5                  | Rangers            |
| Servette            | 0–1                  | Reims              |
| Borac Banja Luka    | 0–2                  | Rio Ave            |
| Renova              | 0–1                  | Hajduk Split       |
| Olimpija            | 2–3 (s.h.p.)         | Zrinjski Mostar    |
| Kukësi              | 0–4                  | VfL Wolfsburg      |
| DAC Dunajská Streda | 5–3 (s.h.p.)         | Jablonec           |
| Piast Gliwice       | 3–2                  | Hartberg           |
| Osijek              | 1–2                  | Basel              |
| Shamrock Rovers     | 0–2                  | Milan              |
| Hibernians          | 0–1                  | Fehérvár           |
| Bodø/Glimt          | 3–1                  | Žalgiris           |

Ghi chú
1. ↑  Bala Town được bốc thăm làm đội chủ nhà ở lượt bốc thăm ban đầu, nhưng cặp đấu được chuyển sang Standard Liège làm đội chủ nhà do Bala Town không thể bảo đảm một địa điểm phù hợp.[22]

### Vòng loại thứ ba
Lễ bốc thăm cho vòng loại thứ ba được tổ chức vào ngày 1 tháng 9 năm 2020, lúc 13:00 CEST.
Các trận đấu được diễn ra vào ngày 24 tháng 9 năm 2020.
| Đội 1              | Tỉ số                | Đội 2               |
| ------------------ | -------------------- | ------------------- |
| Tirana             | Đặc cách             | N/A                 |
| Ludogorets Razgrad | Đặc cách             | N/A                 |
| Sarajevo           | 2–1                  | Budućnost Podgorica |
| Sheriff Tiraspol   | 1–1 (s.h.p.) (3–5 p) | Dundalk             |
| Ararat-Armenia     | 1–0 (s.h.p.)         | Celje               |
| Riga               | 0–1                  | Celtic              |
| KuPS               | 2–0                  | Sūduva              |
| Legia Warsaw       | 2–0                  | Drita               |
| KÍ                 | 6–1                  | Dinamo Tbilisi      |
| Djurgårdens IF     | 0–1                  | CFR Cluj            |
| Floriana           | 0–0 (s.h.p.) (2–4 p) | Flora               |

| Đội 1              | Tỉ số                | Đội 2               |
| ------------------ | -------------------- | ------------------- |
| Mura               | 1–5                  | PSV Eindhoven       |
| Malmö FF           | 5–0                  | Lokomotiva          |
| Sporting CP        | 1–0                  | Aberdeen            |
| Charleroi          | 2–1 (s.h.p.)         | Partizan            |
| Rosenborg          | 1–0                  | Alanyaspor          |
| VfL Wolfsburg      | 2–0                  | Desna Chernihiv     |
| Fehérvár           | 0–0 (s.h.p.) (4–1 p) | Reims               |
| Granada            | 2–0                  | Locomotive Tbilisi  |
| Rijeka             | 2–0 (s.h.p.)         | Kolos Kovalivka     |
| St. Gallen         | 0–1                  | AEK Athens          |
| LASK               | 7–0                  | DAC Dunajská Streda |
| Milan              | 3–2                  | Bodø/Glimt          |
| Shkëndija          | 1–3                  | Tottenham Hotspur   |
| Standard Liège     | 2–1 (s.h.p.)         | Vojvodina           |
| Rostov             | 1–2                  | Maccabi Haifa       |
| Willem II          | 0–4                  | Rangers             |
| Apollon Limassol   | 0–5                  | Lech Poznań         |
| Beşiktaş           | 1–1 (s.h.p.) (2–4 p) | Rio Ave             |
| FCSB               | 0–2                  | Slovan Liberec      |
| Hapoel Be'er Sheva | 3–0                  | Motherwell          |
| Copenhagen         | 3–0                  | Piast Gliwice       |
| Basel              | 3–2                  | Anorthosis          |
| Galatasaray        | 2–0                  | Hajduk Split        |
| Viktoria Plzeň     | 3–0                  | SønderjyskE         |
| APOEL              | 2–2 (s.h.p.) (4–2 p) | Zrinjski Mostar     |
| CSKA Sofia         | 3–1                  | B36 Tórshavn        |

## Vòng play-off
Lễ bốc thăm cho vòng play-off được tổ chức vào ngày 18 tháng 9 năm 2020, lúc 14:00 CEST.
Các trận đấu được diễn ra vào ngày 1 tháng 10 năm 2020.
| Đội 1          | Tỉ số | Đội 2              |
| -------------- | ----- | ------------------ |
| Young Boys     | 3–0   | Tirana             |
| Dinamo Zagreb  | 3–1   | Flora              |
| CFR Cluj       | 3–1   | KuPS               |
| Ararat-Armenia | 1–2   | Red Star Belgrade  |
| Dynamo Brest   | 0–2   | Ludogorets Razgrad |
| Sarajevo       | 0–1   | Celtic             |
| Legia Warsaw   | 0–3   | Qarabağ            |
| Dundalk        | 3–1   | KÍ                 |

| Đội 1              | Tỉ số                | Đội 2          |
| ------------------ | -------------------- | -------------- |
| Hapoel Be'er Sheva | 1–0                  | Viktoria Plzeň |
| Basel              | 1–3                  | CSKA Sofia     |
| Rio Ave            | 2–2 (s.h.p.) (8–9 p) | Milan          |
| Rosenborg          | 0–2                  | PSV Eindhoven  |
| Sporting CP        | 1–4                  | LASK           |
| Copenhagen         | 0–1                  | Rijeka         |
| AEK Athens         | 2–1                  | VfL Wolfsburg  |
| Charleroi          | 1–2                  | Lech Poznań    |
| Malmö FF           | 1–3                  | Granada        |
| Tottenham Hotspur  | 7–2                  | Maccabi Haifa  |
| Slovan Liberec     | 1–0                  | APOEL          |
| Standard Liège     | 3–1                  | Fehérvár       |
| Rangers            | 2–1                  | Galatasaray    |

## Vòng bảng
Tổng cộng có 48 đội thi đấu ở vòng bảng: 18 đội tham dự vào vòng đấu này, 21 đội thắng của vòng play-off (8 đội từ Nhóm các đội vô địch, 13 đội từ Nhóm chính), 6 đội thua của vòng play-off UEFA Champions League 2020-21 (4 đội từ Nhóm các đội vô địch, 2 đội từ Nhóm các đội không vô địch), và 3 đội thua thuộc Nhóm các đội không vô địch của vòng loại thứ ba UEFA Champions League 2020-21.
Lễ bốc thăm cho vòng bảng được tổ chức vào ngày 2 tháng 10 năm 2020, lúc 13:00 CEST. 48 đội được bốc thăm vào 12 bảng 4 đội, với hạn chế là các đội từ cùng một hiệp hội không thể được bốc thăm để đối đầu với nhau. Đối với lễ bốc thăm, các đội được xếp hạt giống vào 4 nhóm dựa trên hệ số câu lạc bộ UEFA năm 2020 của họ.
Ở mỗi bảng, các đội đối đầu với nhau theo thể thức vòng tròn đấu sân nhà và sân khách. Các đội đứng thứ nhất và thứ nhì đi tiếp vào vòng 32 đội, nơi họ được góp mặt cùng với 8 đội đứng thứ ba của vòng bảng UEFA Champions League 2020-21.
Antwerp, Granada, Leicester City, Omonia và Sivasspor có lần đầu tiên xuất hiện ở vòng bảng.
| Tiêu chí xếp hạng |
| --- |
| Các đội được xếp hạng dựa theo điểm số (3 điểm cho một trận thắng, 1 điểm cho một trận hòa, 0 điểm cho một trận thua), và nếu bằng điểm, tiêu chí xếp hạng sau đây được áp dụng, theo thứ tự được thể hiện, để xác định thứ hạng (Quy định Điều 16.01): 1. Số điểm trong các trận đấu đối đầu giữa các đội bằng điểm; 2. Hiệu số bàn thắng thua trong các trận đấu đối đầu giữa các đội bằng điểm; 3. Số bàn thắng ghi được trong các trận đấu đối đầu giữa các đội bằng điểm; 4. Số bàn thắng sân khách ghi được trong các trận đấu đối đầu giữa các đội bằng điểm; 5. Nếu có nhiều hơn 2 đội bằng điểm, và sau khi áp dụng tất cả tiêu chí đối đầu trên, một nhóm đội vẫn bằng điểm, tất cả tiêu chí đối đầu trên được áp dụng lại dành riêng cho nhóm đội này; 6. Hiệu số bàn thắng thua trong tất cả các trận đấu vòng bảng; 7. Số bàn thắng ghi được trong tất cả các trận đấu vòng bảng; 8. Số bàn thắng sân khách ghi được trong tất cả các trận đấu vòng bảng; 9. Số trận thắng trong tất cả các trận đấu vòng bảng; 10. Số trận thắng sân khách trong tất cả các trận đấu vòng bảng; 11. Điểm kỷ luật (thẻ đỏ = 3 điểm, thẻ vàng = 1 điểm, bị truất quyền thi đấu do phải nhận hai thẻ vàng trong một trận đấu = 3 điểm); 12. Hệ số câu lạc bộ UEFA. |

### Bảng A
| VT | Đội        | ST | T | H | B | BT | BB | HS | Đ  | Giành quyền tham dự                 |     | ROM | YB  | CLJ | CSS |
| -- | ---------- | -- | - | - | - | -- | -- | -- | -- | ----------------------------------- | --- | --- | --- | --- | --- |
| 1  | Roma       | 6  | 4 | 1 | 1 | 13 | 5  | +8 | 13 | Đi tiếp vào vòng đấu loại trực tiếp |     | —   | 3–1 | 5–0 | 0–0 |
| 2  | Young Boys | 6  | 3 | 1 | 2 | 9  | 7  | +2 | 10 | Đi tiếp vào vòng đấu loại trực tiếp |     | 1–2 | —   | 2–1 | 3–0 |
| 3  | CFR Cluj   | 6  | 1 | 2 | 3 | 4  | 10 | −6 | 5  |                                     |     | 0–2 | 1–1 | —   | 0–0 |
| 4  | CSKA Sofia | 6  | 1 | 2 | 3 | 3  | 7  | −4 | 5  |                                     | 3–1 | 0–1 | 0–2 | —   |     |

1. 1 2  Điểm đối đầu: CFR Cluj 4, CSKA Sofia 1.

### Bảng B
| VT | Đội        | ST | T | H | B | BT | BB | HS  | Đ  | Giành quyền tham dự                 |     | ARS | MOL | RW  | DUN |
| -- | ---------- | -- | - | - | - | -- | -- | --- | -- | ----------------------------------- | --- | --- | --- | --- | --- |
| 1  | Arsenal    | 6  | 6 | 0 | 0 | 20 | 5  | +15 | 18 | Đi tiếp vào vòng đấu loại trực tiếp |     | —   | 4–1 | 4–1 | 3–0 |
| 2  | Molde      | 6  | 3 | 1 | 2 | 9  | 11 | −2  | 10 | Đi tiếp vào vòng đấu loại trực tiếp |     | 0–3 | —   | 1–0 | 3–1 |
| 3  | Rapid Wien | 6  | 2 | 1 | 3 | 11 | 13 | −2  | 7  |                                     |     | 1–2 | 2–2 | —   | 4–3 |
| 4  | Dundalk    | 6  | 0 | 0 | 6 | 8  | 19 | −11 | 0  |                                     | 2–4 | 1–2 | 1–3 | —   |     |

### Bảng C
| VT | Đội                | ST | T | H | B | BT | BB | HS  | Đ  | Giành quyền tham dự                 |     | LEV | SLP | HBS | NCE |
| -- | ------------------ | -- | - | - | - | -- | -- | --- | -- | ----------------------------------- | --- | --- | --- | --- | --- |
| 1  | Bayer Leverkusen   | 6  | 5 | 0 | 1 | 21 | 8  | +13 | 15 | Đi tiếp vào vòng đấu loại trực tiếp |     | —   | 4–0 | 4–1 | 6–2 |
| 2  | Slavia Prague      | 6  | 4 | 0 | 2 | 11 | 10 | +1  | 12 | Đi tiếp vào vòng đấu loại trực tiếp |     | 1–0 | —   | 3–0 | 3–2 |
| 3  | Hapoel Be'er Sheva | 6  | 2 | 0 | 4 | 7  | 13 | −6  | 6  |                                     |     | 2–4 | 3–1 | —   | 1–0 |
| 4  | Nice               | 6  | 1 | 0 | 5 | 8  | 16 | −8  | 3  |                                     | 2–3 | 1–3 | 1–0 | —   |     |

### Bảng D
| VT | Đội            | ST | T | H | B | BT | BB | HS | Đ  | Giành quyền tham dự                 |     | RAN | BEN | STL | LCH |
| -- | -------------- | -- | - | - | - | -- | -- | -- | -- | ----------------------------------- | --- | --- | --- | --- | --- |
| 1  | Rangers        | 6  | 4 | 2 | 0 | 13 | 7  | +6 | 14 | Đi tiếp vào vòng đấu loại trực tiếp |     | —   | 2–2 | 3–2 | 1–0 |
| 2  | Benfica        | 6  | 3 | 3 | 0 | 18 | 9  | +9 | 12 | Đi tiếp vào vòng đấu loại trực tiếp |     | 3–3 | —   | 3–0 | 4–0 |
| 3  | Standard Liège | 6  | 1 | 1 | 4 | 7  | 14 | −7 | 4  |                                     |     | 0–2 | 2–2 | —   | 2–1 |
| 4  | Lech Poznań    | 6  | 1 | 0 | 5 | 6  | 14 | −8 | 3  |                                     | 0–2 | 2–4 | 3–1 | —   |     |

### Bảng E
| VT | Đội           | ST | T | H | B | BT | BB | HS | Đ  | Giành quyền tham dự                 |     | PSV | GRA | PAOK | OMO |
| -- | ------------- | -- | - | - | - | -- | -- | -- | -- | ----------------------------------- | --- | --- | --- | ---- | --- |
| 1  | PSV Eindhoven | 6  | 4 | 0 | 2 | 12 | 9  | +3 | 12 | Đi tiếp vào vòng đấu loại trực tiếp |     | —   | 1–2 | 3–2  | 4–0 |
| 2  | Granada       | 6  | 3 | 2 | 1 | 6  | 3  | +3 | 11 | Đi tiếp vào vòng đấu loại trực tiếp |     | 0–1 | —   | 0–0  | 2–1 |
| 3  | PAOK          | 6  | 1 | 3 | 2 | 8  | 7  | +1 | 6  |                                     |     | 4–1 | 0–0 | —    | 1–1 |
| 4  | Omonia        | 6  | 1 | 1 | 4 | 5  | 12 | −7 | 4  |                                     | 1–2 | 0–2 | 2–1 | —    |     |

### Bảng F
| VT | Đội           | ST | T | H | B | BT | BB | HS | Đ  | Giành quyền tham dự                 |     | NAP | RSO | AZ  | RJK |
| -- | ------------- | -- | - | - | - | -- | -- | -- | -- | ----------------------------------- | --- | --- | --- | --- | --- |
| 1  | Napoli        | 6  | 3 | 2 | 1 | 7  | 4  | +3 | 11 | Đi tiếp vào vòng đấu loại trực tiếp |     | —   | 1–1 | 0–1 | 2–0 |
| 2  | Real Sociedad | 6  | 2 | 3 | 1 | 5  | 4  | +1 | 9  | Đi tiếp vào vòng đấu loại trực tiếp |     | 0–1 | —   | 1–0 | 2–2 |
| 3  | AZ            | 6  | 2 | 2 | 2 | 7  | 5  | +2 | 8  |                                     |     | 1–1 | 0–0 | —   | 4–1 |
| 4  | Rijeka        | 6  | 1 | 1 | 4 | 6  | 12 | −6 | 4  |                                     | 1–2 | 0–1 | 2–1 | —   |     |

### Bảng G
| VT | Đội            | ST | T | H | B | BT | BB | HS | Đ  | Giành quyền tham dự                 |     | LEI | BRA | ZOR | AEK |
| -- | -------------- | -- | - | - | - | -- | -- | -- | -- | ----------------------------------- | --- | --- | --- | --- | --- |
| 1  | Leicester City | 6  | 4 | 1 | 1 | 14 | 5  | +9 | 13 | Đi tiếp vào vòng đấu loại trực tiếp |     | —   | 4–0 | 3–0 | 2–0 |
| 2  | Braga          | 6  | 4 | 1 | 1 | 14 | 10 | +4 | 13 | Đi tiếp vào vòng đấu loại trực tiếp |     | 3–3 | —   | 2–0 | 3–0 |
| 3  | Zorya Luhansk  | 6  | 2 | 0 | 4 | 6  | 11 | −5 | 6  |                                     |     | 1–0 | 1–2 | —   | 1–4 |
| 4  | AEK Athens     | 6  | 1 | 0 | 5 | 7  | 15 | −8 | 3  |                                     | 1–2 | 2–4 | 0–3 | —   |     |

1. 1 2  Điểm đối đầu: Leicester City 4, Braga 1.

### Bảng H
| VT | Đội           | ST | T | H | B | BT | BB | HS | Đ  | Giành quyền tham dự                 |     | MIL | LOSC | SPP | CEL |
| -- | ------------- | -- | - | - | - | -- | -- | -- | -- | ----------------------------------- | --- | --- | ---- | --- | --- |
| 1  | Milan         | 6  | 4 | 1 | 1 | 12 | 7  | +5 | 13 | Đi tiếp vào vòng đấu loại trực tiếp |     | —   | 0–3  | 3–0 | 4–2 |
| 2  | Lille         | 6  | 3 | 2 | 1 | 14 | 8  | +6 | 11 | Đi tiếp vào vòng đấu loại trực tiếp |     | 1–1 | —    | 2–1 | 2–2 |
| 3  | Sparta Prague | 6  | 2 | 0 | 4 | 10 | 12 | −2 | 6  |                                     |     | 0–1 | 1–4  | —   | 4–1 |
| 4  | Celtic        | 6  | 1 | 1 | 4 | 10 | 19 | −9 | 4  |                                     | 1–3 | 3–2 | 1–4  | —   |     |

### Bảng I
| VT | Đội              | ST | T | H | B | BT | BB | HS  | Đ  | Giành quyền tham dự                 |     | VIL | MTA | SIV | QRB |
| -- | ---------------- | -- | - | - | - | -- | -- | --- | -- | ----------------------------------- | --- | --- | --- | --- | --- |
| 1  | Villarreal       | 6  | 5 | 1 | 0 | 17 | 5  | +12 | 16 | Đi tiếp vào vòng đấu loại trực tiếp |     | —   | 4–0 | 5–3 | 3–0 |
| 2  | Maccabi Tel Aviv | 6  | 3 | 2 | 1 | 6  | 7  | −1  | 11 | Đi tiếp vào vòng đấu loại trực tiếp |     | 1–1 | —   | 1–0 | 1–0 |
| 3  | Sivasspor        | 6  | 2 | 0 | 4 | 9  | 11 | −2  | 6  |                                     |     | 0–1 | 1–2 | —   | 2–0 |
| 4  | Qarabağ          | 6  | 0 | 1 | 5 | 4  | 13 | −9  | 1  |                                     | 1–3 | 1–1 | 2–3 | —   |     |

1. ↑  Trận đấu giữa Villarreal và Qarabağ được xử thắng 3–0 cho Villarreal sau khi bị hoãn do một vài cầu thủ của đội hình Qarabağ xét nghiệm dương tính với SARS-CoV-2.

### Bảng J
| VT | Đội                | ST | T | H | B | BT | BB | HS  | Đ  | Giành quyền tham dự                 |     | TOT | ANT | LASK | LUD |
| -- | ------------------ | -- | - | - | - | -- | -- | --- | -- | ----------------------------------- | --- | --- | --- | ---- | --- |
| 1  | Tottenham Hotspur  | 6  | 4 | 1 | 1 | 15 | 5  | +10 | 13 | Đi tiếp vào vòng đấu loại trực tiếp |     | —   | 2–0 | 3–0  | 4–0 |
| 2  | Antwerp            | 6  | 4 | 0 | 2 | 8  | 5  | +3  | 12 | Đi tiếp vào vòng đấu loại trực tiếp |     | 1–0 | —   | 0–1  | 3–1 |
| 3  | LASK               | 6  | 3 | 1 | 2 | 11 | 12 | −1  | 10 |                                     |     | 3–3 | 0–2 | —    | 4–3 |
| 4  | Ludogorets Razgrad | 6  | 0 | 0 | 6 | 7  | 19 | −12 | 0  |                                     | 1–3 | 1–2 | 1–3 | —    |     |

### Bảng K
| VT | Đội            | ST | T | H | B | BT | BB | HS | Đ  | Giành quyền tham dự                 |     | DZG | WAC | FEY | CSM |
| -- | -------------- | -- | - | - | - | -- | -- | -- | -- | ----------------------------------- | --- | --- | --- | --- | --- |
| 1  | Dinamo Zagreb  | 6  | 4 | 2 | 0 | 9  | 1  | +8 | 14 | Đi tiếp vào vòng đấu loại trực tiếp |     | —   | 1–0 | 0–0 | 3–1 |
| 2  | Wolfsberger AC | 6  | 3 | 1 | 2 | 7  | 6  | +1 | 10 | Đi tiếp vào vòng đấu loại trực tiếp |     | 0–3 | —   | 1–0 | 1–1 |
| 3  | Feyenoord      | 6  | 1 | 2 | 3 | 4  | 8  | −4 | 5  |                                     |     | 0–2 | 1–4 | —   | 3–1 |
| 4  | CSKA Moscow    | 6  | 0 | 3 | 3 | 3  | 8  | −5 | 3  |                                     | 0–0 | 0–1 | 0–0 | —   |     |

### Bảng L
| VT | Đội               | ST | T | H | B | BT | BB | HS  | Đ  | Giành quyền tham dự                 |     | HOF | ZVE | LIB | GNT |
| -- | ----------------- | -- | - | - | - | -- | -- | --- | -- | ----------------------------------- | --- | --- | --- | --- | --- |
| 1  | 1899 Hoffenheim   | 6  | 5 | 1 | 0 | 17 | 2  | +15 | 16 | Đi tiếp vào vòng đấu loại trực tiếp |     | —   | 2–0 | 5–0 | 4–1 |
| 2  | Red Star Belgrade | 6  | 3 | 2 | 1 | 9  | 4  | +5  | 11 | Đi tiếp vào vòng đấu loại trực tiếp |     | 0–0 | —   | 5–1 | 2–1 |
| 3  | Slovan Liberec    | 6  | 2 | 1 | 3 | 4  | 13 | −9  | 7  |                                     |     | 0–2 | 0–0 | —   | 1–0 |
| 4  | Gent              | 6  | 0 | 0 | 6 | 4  | 15 | −11 | 0  |                                     | 1–4 | 0–2 | 1–2 | —   |     |

## Vòng đấu loại trực tiếp

### Nhánh đấu
| Vòng 32 đội       | Vòng 32 đội | Vòng 32 đội | Vòng 32 đội |  |                        | Vòng 16 đội       | Vòng 16 đội | Vòng 16 đội | Vòng 16 đội |  |  | Tứ kết            | Tứ kết | Tứ kết | Tứ kết |  |  | Bán kết           | Bán kết | Bán kết | Bán kết |  |  | Chung kết (26 tháng 5 – Gdańsk) | Chung kết (26 tháng 5 – Gdańsk) |
|                   |             |             |             |  |                        |                   |             |             |             |  |  |                   |        |        |        |  |  |                   |         |         |         |  |  |                                 |                                 |
| Wolfsberger AC    | 1           | 0           | 1           |  |                        |                   |             |             |             |  |  |                   |        |        |        |  |  |                   |         |         |         |  |  |                                 |                                 |
| Tottenham Hotspur | 4           | 4           | 8           |  |                        | Tottenham Hotspur | 2           | 0           | 2           |  |  |                   |        |        |        |  |  |                   |         |         |         |  |  |                                 |                                 |
| Krasnodar         | 2           | 0           | 2           |  | Dinamo Zagreb (s.h.p.) | 0                 | 3           | 3           |             |  |  |                   |        |        |        |  |  |                   |         |         |         |  |  |                                 |                                 |
| Dinamo Zagreb     | 3           | 1           | 4           |  |                        |                   |             |             |             |  |  | Dinamo Zagreb     | 0      | 1      | 1      |  |  |                   |         |         |         |  |  |                                 |                                 |
| Dynamo Kyiv       | 1           | 1           | 2           |  |                        |                   |             |             |             |  |  | Villarreal        | 1      | 2      | 3      |  |  |                   |         |         |         |  |  |                                 |                                 |
| Club Brugge       | 1           | 0           | 1           |  |                        | Dynamo Kyiv       | 0           | 0           | 0           |  |  |                   |        |        |        |  |  |                   |         |         |         |  |  |                                 |                                 |
| Red Bull Salzburg | 0           | 1           | 1           |  | Villarreal             | 2                 | 2           | 4           |             |  |  |                   |        |        |        |  |  |                   |         |         |         |  |  |                                 |                                 |
| Villarreal        | 2           | 2           | 4           |  |                        |                   |             |             |             |  |  |                   |        |        |        |  |  | Villarreal        | 2       | 0       | 2       |  |  |                                 |                                 |
| Olympiacos        | 4           | 1           | 5           |  |                        |                   |             |             |             |  |  |                   |        |        |        |  |  | Arsenal           | 1       | 0       | 1       |  |  |                                 |                                 |
| PSV Eindhoven     | 2           | 2           | 4           |  |                        | Olympiacos        | 1           | 1           | 2           |  |  |                   |        |        |        |  |  |                   |         |         |         |  |  |                                 |                                 |
| Benfica           | 1           | 2           | 3           |  | Arsenal                | 3                 | 0           | 3           |             |  |  |                   |        |        |        |  |  |                   |         |         |         |  |  |                                 |                                 |
| Arsenal           | 1           | 3           | 4           |  |                        |                   |             |             |             |  |  | Arsenal           | 1      | 4      | 5      |  |  |                   |         |         |         |  |  |                                 |                                 |
| Slavia Prague     | 0           | 2           | 2           |  |                        |                   |             |             |             |  |  | Slavia Prague     | 1      | 0      | 1      |  |  |                   |         |         |         |  |  |                                 |                                 |
| Leicester City    | 0           | 0           | 0           |  |                        | Slavia Prague     | 1           | 2           | 3           |  |  |                   |        |        |        |  |  |                   |         |         |         |  |  |                                 |                                 |
| Antwerp           | 3           | 2           | 5           |  | Rangers                | 1                 | 0           | 1           |             |  |  |                   |        |        |        |  |  |                   |         |         |         |  |  |                                 |                                 |
| Rangers           | 4           | 5           | 9           |  |                        |                   |             |             |             |  |  |                   |        |        |        |  |  |                   |         |         |         |  |  | Villarreal (p)                  | 1 (11)                          |
| Granada           | 2           | 1           | 3           |  |                        |                   |             |             |             |  |  |                   |        |        |        |  |  |                   |         |         |         |  |  | Manchester United               | 1 (10)                          |
| Napoli            | 0           | 2           | 2           |  |                        | Granada           | 2           | 1           | 3           |  |  |                   |        |        |        |  |  |                   |         |         |         |  |  |                                 |                                 |
| Molde             | 3           | 2           | 5           |  | Molde                  | 0                 | 2           | 2           |             |  |  |                   |        |        |        |  |  |                   |         |         |         |  |  |                                 |                                 |
| 1899 Hoffenheim   | 3           | 0           | 3           |  |                        |                   |             |             |             |  |  | Granada           | 0      | 0      | 0      |  |  |                   |         |         |         |  |  |                                 |                                 |
| Real Sociedad     | 0           | 0           | 0           |  |                        |                   |             |             |             |  |  | Manchester United | 2      | 2      | 4      |  |  |                   |         |         |         |  |  |                                 |                                 |
| Manchester United | 4           | 0           | 4           |  |                        | Manchester United | 1           | 1           | 2           |  |  |                   |        |        |        |  |  |                   |         |         |         |  |  |                                 |                                 |
| Red Star Belgrade | 2           | 1           | 3           |  | Milan                  | 1                 | 0           | 1           |             |  |  |                   |        |        |        |  |  |                   |         |         |         |  |  |                                 |                                 |
| Milan (a)         | 2           | 1           | 3           |  |                        |                   |             |             |             |  |  |                   |        |        |        |  |  | Manchester United | 6       | 2       | 8       |  |  |                                 |                                 |
| Lille             | 1           | 1           | 2           |  |                        |                   |             |             |             |  |  |                   |        |        |        |  |  | Roma              | 2       | 3       | 5       |  |  |                                 |                                 |
| Ajax              | 2           | 2           | 4           |  |                        | Ajax              | 3           | 2           | 5           |  |  |                   |        |        |        |  |  |                   |         |         |         |  |  |                                 |                                 |
| Young Boys        | 4           | 2           | 6           |  | Young Boys             | 0                 | 0           | 0           |             |  |  |                   |        |        |        |  |  |                   |         |         |         |  |  |                                 |                                 |
| Bayer Leverkusen  | 3           | 0           | 3           |  |                        |                   |             |             |             |  |  | Ajax              | 1      | 1      | 2      |  |  |                   |         |         |         |  |  |                                 |                                 |
| Braga             | 0           | 1           | 1           |  |                        |                   |             |             |             |  |  | Roma              | 2      | 1      | 3      |  |  |                   |         |         |         |  |  |                                 |                                 |
| Roma              | 2           | 3           | 5           |  |                        | Roma              | 3           | 2           | 5           |  |  |                   |        |        |        |  |  |                   |         |         |         |  |  |                                 |                                 |
| Maccabi Tel Aviv  | 0           | 0           | 0           |  | Shakhtar Donetsk       | 0                 | 1           | 1           |             |  |  |                   |        |        |        |  |  |                   |         |         |         |  |  |                                 |                                 |
| Shakhtar Donetsk  | 2           | 1           | 3           |  |                        |                   |             |             |             |  |  |                   |        |        |        |  |  |                   |         |         |         |  |  |                                 |                                 |

### Vòng 32 đội
Lễ bốc thăm cho vòng 32 đội được tổ chức vào ngày 14 tháng 12 năm 2020, lúc 13:00 CET. Lượt đi được diễn ra vào ngày 18 tháng 2, và lượt về được diễn ra vào ngày 24 và 25 tháng 2 năm 2021.
| Đội 1             | TTS     | Đội 2             | Lượt đi | Lượt về |
| ----------------- | ------- | ----------------- | ------- | ------- |
| Wolfsberger AC    | 1–8     | Tottenham Hotspur | 1–4     | 0–4     |
| Dynamo Kyiv       | 2–1     | Club Brugge       | 1–1     | 1–0     |
| Real Sociedad     | 0–4     | Manchester United | 0–4     | 0–0     |
| Benfica           | 3–4     | Arsenal           | 1–1     | 2–3     |
| Red Star Belgrade | 3–3 (a) | Milan             | 2–2     | 1–1     |
| Antwerp           | 5–9     | Rangers           | 3–4     | 2–5     |
| Slavia Prague     | 2–0     | Leicester City    | 0–0     | 2–0     |
| Red Bull Salzburg | 1–4     | Villarreal        | 0–2     | 1–2     |
| Braga             | 1–5     | Roma              | 0–2     | 1–3     |
| Krasnodar         | 2–4     | Dinamo Zagreb     | 2–3     | 0–1     |
| Young Boys        | 6–3     | Bayer Leverkusen  | 4–3     | 2–0     |
| Molde             | 5–3     | 1899 Hoffenheim   | 3–3     | 2–0     |
| Granada           | 3–2     | Napoli            | 2–0     | 1–2     |
| Maccabi Tel Aviv  | 0–3     | Shakhtar Donetsk  | 0–2     | 0–1     |
| Lille             | 2–4     | Ajax              | 1–2     | 1–2     |
| Olympiacos        | 5–4     | PSV Eindhoven     | 4–2     | 1–2     |

### Vòng 16 đội
Lễ bốc thăm cho vòng 16 đội được tổ chức vào ngày 26 tháng 2 năm 2021, lúc 13:00 CET. Lượt đi được diễn ra vào ngày 11 tháng 3, và lượt về được diễn ra vào ngày 18 tháng 3 năm 2021.
| Đội 1             | TTS | Đội 2            | Lượt đi | Lượt về      |
| ----------------- | --- | ---------------- | ------- | ------------ |
| Ajax              | 5–0 | Young Boys       | 3–0     | 2–0          |
| Dynamo Kyiv       | 0–4 | Villarreal       | 0–2     | 0–2          |
| Roma              | 5–1 | Shakhtar Donetsk | 3–0     | 2–1          |
| Olympiacos        | 2–3 | Arsenal          | 1–3     | 1–0          |
| Tottenham Hotspur | 2–3 | Dinamo Zagreb    | 2–0     | 0–3 (s.h.p.) |
| Manchester United | 2–1 | Milan            | 1–1     | 1–0          |
| Slavia Prague     | 3–1 | Rangers          | 1–1     | 2–0          |
| Granada           | 3–2 | Molde            | 2–0     | 1–2          |

Ghi chú
1. ↑  Thứ tự lượt thi đấu giữa Tottenham Hotspur và Dinamo Zagreb được đảo ngược sau lượt bốc thăm ban đầu, nhằm để tránh mâu thuẫn lịch thi đấu với trận lượt về giữa Arsenal và Olympiacos ở cùng thành phố vào ngày 18 tháng 3, do Arsenal là đội vô địch cúp quốc gia và được trao quyền ưu tiên cao hơn so với Tottenham Hotspur.[29][30]

### Tứ kết
Lễ bốc thăm cho vòng tứ kết được tổ chức vào ngày 19 tháng 3 năm 2021, lúc 13:00 CET. Lượt đi được diễn ra vào ngày 8 tháng 4, và lượt về được diễn ra vào ngày 15 tháng 4 năm 2021.
| Đội 1         | TTS | Đội 2             | Lượt đi | Lượt về |
| ------------- | --- | ----------------- | ------- | ------- |
| Granada       | 0–4 | Manchester United | 0–2     | 0–2     |
| Arsenal       | 5–1 | Slavia Prague     | 1–1     | 4–0     |
| Ajax          | 2–3 | Roma              | 1–2     | 1–1     |
| Dinamo Zagreb | 1–3 | Villarreal        | 0–1     | 1–2     |

### Bán kết
Lễ bốc thăm cho vòng bán kết được tổ chức vào ngày 19 tháng 3 năm 2021, lúc 13:00 CET sau khi bốc thăm vòng tứ kết. Lượt đi được diễn ra vào ngày 29 tháng 4, và lượt về được diễn ra vào ngày 6 tháng 5 năm 2021.
| Đội 1             | TTS | Đội 2   | Lượt đi | Lượt về |
| ----------------- | --- | ------- | ------- | ------- |
| Manchester United | 8–5 | Roma    | 6–2     | 2–3     |
| Villarreal        | 2–1 | Arsenal | 2–1     | 0–0     |

### Chung kết
Trận chung kết được diễn ra vào ngày 26 tháng 5 năm 2021 tại Sân vân động Miejski, Gdańsk. Một lượt bốc thăm được tổ chức vào ngày 19 tháng 3 năm 2021, sau khi bốc thăm vòng tứ kết và vòng bán kết, để xác định đội "chủ nhà" vì mục đích hành chính.
| Villarreal                                                                                       | 1–1 (s.h.p.) | Manchester United                                                                                    |
| ------------------------------------------------------------------------------------------------ | ------------ | --- |
| - Gerard 29'                                                                                     | Chi tiết     | - Cavani 55'                                                                                         |
| Loạt sút luân lưu                                                                                |              | |
| - Gerard - Raba - Alcácer - Moreno - Parejo - Gómez - Albiol - Coquelin - Mario - Torres - Rulli | 11–10        | - Mata - Telles - Fernandes - Rashford - Cavani - Fred - James - Shaw - Tuanzebe - Lindelöf - De Gea |

## Thống kê
Thống kê không tính đến vòng loại và vòng play-off.

### Các cầu thủ ghi bàn hàng đầu
| Hạng | Cầu thủ         | Đội               | Số bàn thắng | Số phút đã chơi |
| ---- | --------------- | ----------------- | ------------ | --------------- |
| 1    | Pizzi           | Benfica           | 7            | 385             |
| 1    | Yusuf Yazıcı    | Lille             | 7            | 625             |
| 1    | Borja Mayoral   | Roma              | 7            | 659             |
| 1    | Gerard Moreno   | Villarreal        | 7            | 879             |
| 5    | Edinson Cavani  | Manchester United | 6            | 368             |
| 5    | Mu'nas Dabbur   | 1899 Hoffenheim   | 6            | 468             |
| 5    | Carlos Vinícius | Tottenham Hotspur | 6            | 499             |
| 5    | Paco Alcácer    | Villarreal        | 6            | 519             |
| 5    | Edin Džeko      | Roma              | 6            | 566             |
| 5    | Nicolas Pépé    | Arsenal           | 6            | 903             |
| 5    | Mislav Oršić    | Dinamo Zagreb     | 6            | 976             |

### Các cầu thủ kiến tạo hàng đầu
| Hạng | Cầu thủ             | Đội               | Số pha kiến tạo | Số phút đã chơi |
| ---- | ------------------- | ----------------- | --------------- | --------------- |
| 1    | Galeno              | Braga             | 5               | 571             |
| 1    | Samuel Chukwueze    | Villarreal        | 5               | 772             |
| 1    | Gerard Moreno       | Villarreal        | 5               | 879             |
| 4    | Joe Willock         | Arsenal           | 4               | 344             |
| 4    | Lior Refaelov       | Antwerp           | 4               | 636             |
| 4    | Alfredo Morelos     | Rangers           | 4               | 717             |
| 4    | Bruno Fernandes     | Manchester United | 4               | 748             |
| 4    | Magnus Wolff Eikrem | Molde             | 4               | 816             |
| 4    | Nicolas Pépé        | Arsenal           | 4               | 903             |
| 4    | Lovro Majer         | Dinamo Zagreb     | 4               | 909             |

### Đội hình tiêu biểu của mùa giải
Nhóm nghiên cứu chiến thuật của UEFA lựa chọn 23 cầu thủ sau đây vào đội hình tiêu biểu của giải đấu.
| VT | Cầu thủ             | Đội               |
| -- | ------------------- | ----------------- |
| TM | Dominik Livaković   | Dinamo Zagreb     |
| TM | Pau López           | Roma              |
| TM | Gerónimo Rulli      | Villarreal        |
| HV | Raúl Albiol         | Villarreal        |
| HV | Harry Maguire       | Manchester United |
| HV | Aaron Wan-Bissaka   | Manchester United |
| HV | Gianluca Mancini    | Roma              |
| HV | Leonardo Spinazzola | Roma              |
| HV | Alfonso Pedraza     | Villarreal        |
| HV | Pau Torres          | Villarreal        |
| TV | Bruno Fernandes     | Manchester United |
| TV | Dani Parejo         | Villarreal        |
| TV | Lorenzo Pellegrini  | Roma              |
| TV | Paul Pogba          | Manchester United |
| TV | Étienne Capoue      | Villarreal        |
| TV | Mislav Oršić        | Dinamo Zagreb     |
| TV | Lukáš Provod        | Slavia Prague     |
| TV | Scott McTominay     | Manchester United |
| TĐ | Gerard Moreno       | Villarreal        |
| TĐ | Edinson Cavani      | Manchester United |
| TĐ | Dušan Tadić         | Ajax              |
| TĐ | Edin Džeko          | Roma              |
| TĐ | Nicolas Pépé        | Arsenal           |

### Cầu thủ xuất sắc nhất mùa giải
Các lá phiếu được bầu chọn bởi các huấn luyện viên của 48 đội ở vòng bảng, cùng với 55 nhà báo do nhóm European Sports Media (ESM) lựa chọn, đại diện cho mỗi hiệp hội thành viên của UEFA. Các huấn luyện viên không được phép bầu chọn cho cầu thủ từ chính đội của họ. Các thành viên ban giám khảo lựa chọn ba cầu thủ hàng đầu của họ, với người đầu tiên nhận được 5 điểm, người thứ hai là 3 điểm và người thứ ba là 1 điểm. Danh sách rút gọn ba cầu thủ hàng đầu được công bố vào ngày 13 tháng 8 năm 2021. Cầu thủ giành giải thưởng được công bố trong lễ bốc thăm vòng bảng UEFA Europa League 2021-22 ở Thổ Nhĩ Kỳ vào ngày 27 tháng 8 năm 2021.
| Hạng                    | Cầu thủ                 | Đội                     | Điểm                    |
| Danh sách rút gọn top 3 | Danh sách rút gọn top 3 | Danh sách rút gọn top 3 | Danh sách rút gọn top 3 |
| ----------------------- | ----------------------- | ----------------------- | ----------------------- |
| 1                       | Gerard Moreno           | Villarreal              | 289                     |
| 2                       | Bruno Fernandes         | Manchester United       | 160                     |
| 3                       | Edinson Cavani          | Manchester United       | 44                      |
| Các cầu thủ hạng 4–10   |                         |                         |                         |
| 4                       | Paul Pogba              | Manchester United       | 36                      |
| 5                       | Pau Torres              | Villarreal              | 34                      |
| 6                       | Raúl Albiol             | Villarreal              | 19                      |
| 7                       | Dani Parejo             | Villarreal              | 18                      |
| 8                       | Leonardo Spinazzola     | Roma                    | 14                      |
| 9                       | Étienne Capoue          | Villarreal              | 8                       |
| 9                       | Nicolas Pépé            | Arsenal                 | 8                       |